# Recchia
Recchia là một chi thực vật có hoa trong họ Surianaceae.

## Loài
Chi này gồm 3 loài đặc hữu Mexico:
- Recchia connaroides
- Recchia mexicana
- Recchia simplicifolia